# St. Katharina (Oberküps)

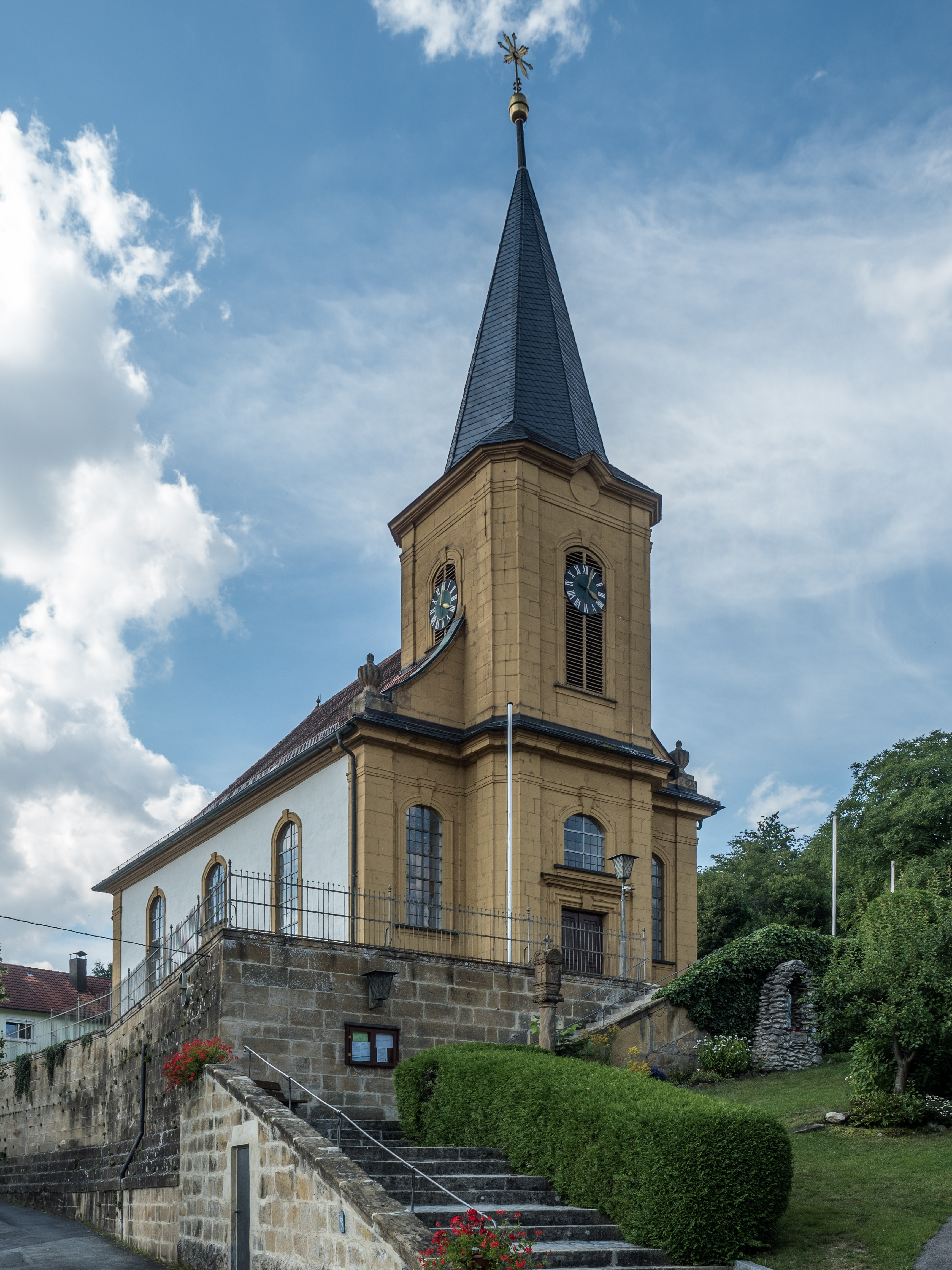
St. Katharina

Die römisch-katholische Filialkirche St. Katharina steht in Oberküps, einem Gemeindeteil des Marktes Ebensfeld im oberfränkischen Landkreis Lichtenfels. Die frühklassizistische Landkirche entstand Ende des 18. Jahrhunderts nach Plänen von Johann Lorenz Fink. Sie gehört zur Kleukheimer Pfarrei St. Wolfgang im Seelsorgebereich Gottesgarten im Dekanat Coburg des Erzbistums Bamberg.

## Geschichte
Eine erste Erwähnung einer Kirche in Oberküps erfolgte im Jahr 1520. Es war wohl eine spätmittelalterliche Chorturmkirche. Die Gemeinde gehörte ursprünglich zum Ebensfelder Kirchensprengel. Nach der Gründung der Pfarrei Kleukheim im Jahr 1625 wurde Oberküps dieser zugeordnet.
Nach dem Ende 1794 der schlechte Bauzustand der alten Kirche durch Gutachter bestätigt wurde, ließ die Gemeinde das Gotteshaus abbrechen. Kurz nach Pfingsten 1798 wurde der Grundstein des Neubaus gelegt, der gemäß einem Entwurf des Bamberger Hofbaumeisters Johann Lorenz Fink errichtet wurde. Die Ausführung oblag dem Staffelsteiner Maurermeister Andreas Weber. Im Herbst 1802 stand der Rohbau. Die Weihe folgte an Ostern 1803. Die beiden Seitenaltäre stammen aus der Johanniskapelle bei St. Stephan in Bamberg und wurden 1804 erworben. Eine Innenrenovierung erfolgte 1938, eine Außeninstandsetzung 1964. Eine weitere Innenrestaurierung wurde 2012 bis 2015 durchgeführt.

## Baubeschreibung
Die gewestete Landkirche steht am Nordwestrand von Oberküps in Hanglage und ist an der Ostseite mit einem langen Freitreppenaufgang erschlossen. Die Fassade besteht aus Sandsteinquadern, teilweise verputzt. An den Kanten der Fassade sind toskanische Pilaster ausgebildet. Auf der Westseite befindet sich die Sakristei gefolgt von einem einachsigen, eingezogenen Chor mit dreiseitigem Schluss. Der Chorraum wird von einer flachen Putzdecke überspannt und seitlich von zwei langen Stichbogenfenstern belichtet. Ein runder Chorbogen ist der Zugang zum Langhaus, das als Saalraum mit drei Achsen und einer Flachdecke ausgebildet ist. Es wird beidseitig von jeweils drei langen Stichbogenfenstern und an der Ostwand zu Seiten des Kirchturmes durch je ein weiteres Fenster belichtet. Die hölzerne Orgelempore ruht auf Vierkantsäulen und steht ungefähr eine Achse im Raum.
Der Kirchturm an der Ostseite ist zu rund zwei Drittel in das Langhaus eingestellt. Das Sockelgeschoss ist als zum Langhaus offene Vorhalle ausgebildet. Den oberen Abschluss bildet ein achtseitiger, verschieferter Turmhelm mit Turmkugel und Kreuz.

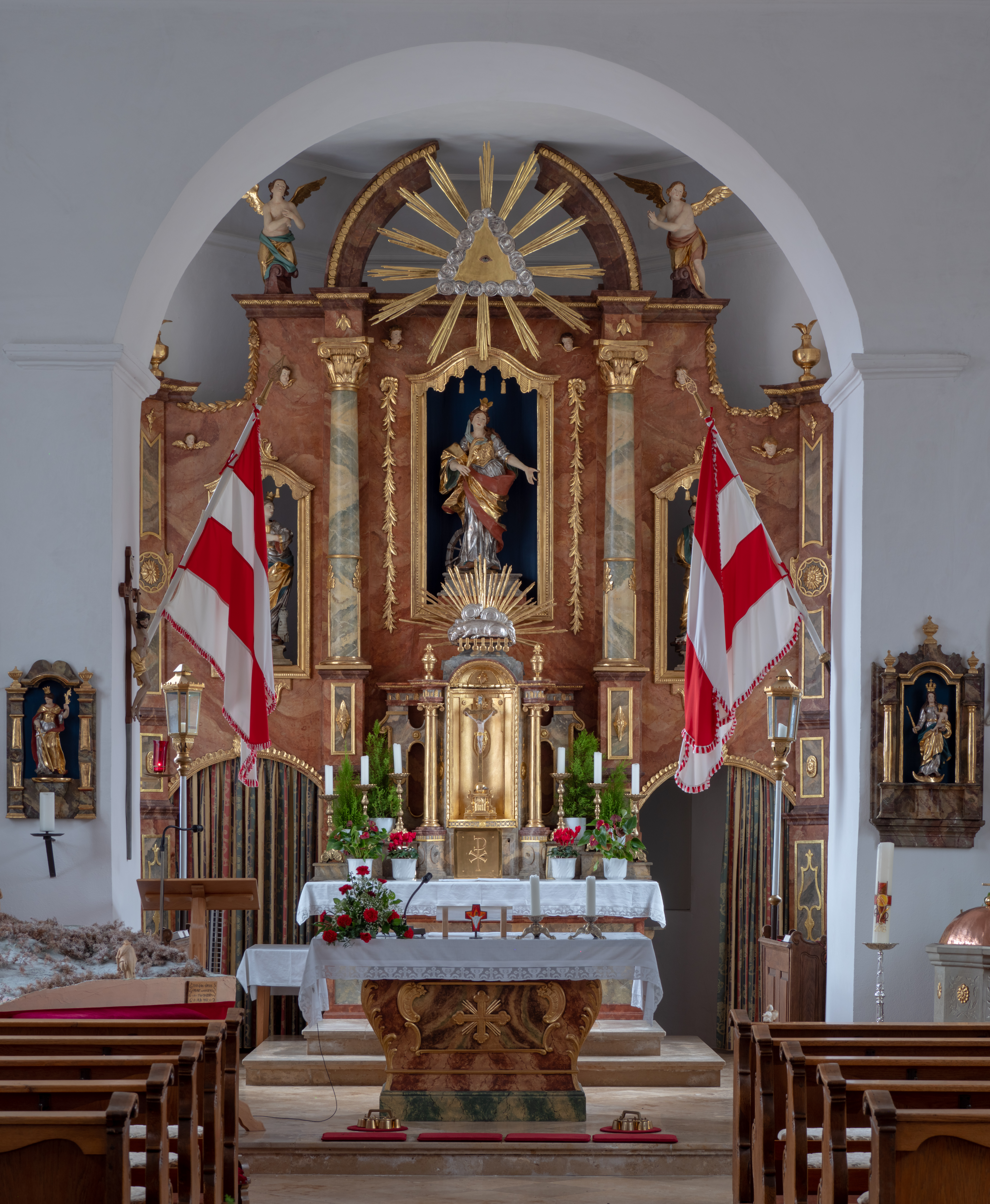
Innenraum

## Ausstattung
Den Hochaltar erstellte um 1802 der Bamberger Bildhauer Georg Hoffmann mit einem marmorierten Holzaufbau. Er zeigt in Nischen, getrennt durch korinthische Säulen, Holzfiguren, die wohl in der Zeit um 1760 entstanden. In der Mitte befindet sich die heilige Katharina, links die heilige Barbara und rechte die heilige Margareta.
Die Seiten-Altäre stammen von Franz Anton Schlott aus Bamberg. Sie sind in den Jahren 1730 bis 1733 entstanden und zeigen auf dem linken Altarblatt Jesus inmitten seiner Familie und auf dem rechten den heiligen Johannes auf Patmos. Die Ölbilder auf Leinwand sind Werke von Johann Joseph Scheubel dem Älteren.
Im Jahr 1804 wurde die barocke Winterorgel der Abteikirche des Klosters Banz von der Gemeinde erworben. Das Instrument hatte 1743 der Würzburger Hoforgelbaumeister Johann Philipp Seuffert gefertigt. Der Einbau und spätere Restaurierungen veränderten die historische Substanz der Orgel stark. Geblieben sind der dreiteilige Orgelprospekt und drei bis vier originale Innenregister. Das Instrument hat acht Register auf einem Manual und Pedal.
Das Geläut besteht aus drei Glocken. Die jüngste und kleinste Glocke stammt aus dem Jahr 1974. Die mittlere Glocke goss 1598 der Nürnberger Christoph Glockengießer. Die große, 220 Kilogramm schwere Evangelistenglocke trägt als Inschrift das Gussjahr 1314 und zählt zu den ältesten Glocken in Franken.